# Jessica Craig-Martin
Jessica Craig-Martin, née en 1963 à Hanover, est une photographe américaine.

## Biographie
Née à Hanover en 1963, Jessica Craig-Martin grandit à Totnes puis à Brooklyn, dans la ville de New York, où elle vit et travaille à son compte actuellement. Elle est la fille de l'artiste Jan Hashey et du peintre Michael Craig-Martin qui fut notamment le professeur de Damien Hirst.
Elle a étudié à l'Université de New York, la Parsons The New School for Design et le Centre international de la photographie.

## Travaux
Jessica Craig Martin a réalisé des photos pour des magazines tels que The New York Times, New York Magazine, Vogue ou encore Vanity Fair.
Son œuvre se caractérise par des photos en couleurs, centrées sur des détails choisis de la bourgeoise américaine qui se rencontre lors de galas de charité, de vernissages ou rétrospectives d'artistes et de soirées privées.

## Citation
« One is never so naked as when dressed for a party,. »
— Jessica Craig Martin

## Expositions
Jessica Craig Martin a eu l'occasion de présenter son travail dans le cadre d'expositions individuelles :
- Au Musée national centre d'art reine Sofía à Madrid en 2002 ;
- Au P.S.1 MoMA à New York en 2001 ;
- À la Greenberg Van Doren Gallery à New York en 2007 ;
- Au White Columns (en) à New York en 1999 ;
- À la Galleria Maze à Turin en 2001 ;
- Chez Colette (boutique) à Paris en 2000 ;
- Au Maureen Paley Interim Art à Londres en 1999 ;
- À la Dorothée de Pauw Gallery à Bruxelles en 2001 ;
- À la Christian Dam Galleries à Copenhague en 2002 ;
- À la Gallery Fiction Inc à Tokyo en 2000 ;
- À la Galerie 64bis à Paris en 2009 ;
- À la Galerie Andres Thalmann à Zurich en 2012.

Elle a également participé à plusieurs expositions collectives :
- À la Galerie Saatchi à Londres ;
- À la Galerie Deitch Projects à New York.

Et son travail apparaît dans un certain nombre de collections publiques :
- Le Whitney Museum of American Art à New York ;
- The Progressive Corporation à Mayfield ;
- The Saatchi Collection à Londres ;
- The New Museum of Contemporary Art à New York ;
- le Musée national centre d'art reine Sofía à Madrid.

## Vie privée
Jessica Craig Martin a un fils nommé Finbar.